# Mangrove (filme)
Mangrove (bra: Mangrove ou Os Nove do Mangrove; prt: Mangrove) é um filme de drama histórico de 2020 dirigido pelo diretor britânico Steve McQueen e co-escrito por McQueen e Alastair Siddons, sobre o restaurante Mangrove no oeste de Londres e o julgamento de 1971 dos Mangrove Nine. É estrelado por Letitia Wright, Shaun Parkes, Malachi Kirby, Rochenda Sandall, Alex Jennings e Jack Lowden.
O filme foi lançado como parte da série antológica Small Axe na BBC One em 15 de novembro de 2020 e no Prime Video em 20 de novembro de 2020. Estreou como filme de abertura no 58º Festival de Cinema de Nova Iorque em 24 de setembro de 2020.

## Sinopse
Frank Crichlow é um imigrante trinitário que abriu um novo restaurante, o Mangrove, em Notting Hill no final dos anos 1960. Notting Hill era então um bairro de imigrantes caribenhos. Na noite de estreia, o policial Frank Pulley observa e comenta com um colega policial que os negros devem ser mantidos em seus lugares.
Depois que o restaurante fecha durante a noite, Pulley confronta Crichlow agressivamente e acusa Crichlow de administrar um estabelecimento frequentado por traficantes de drogas, jogadores de azar e prostitutas. Depois disso, Pulley conduz uma série de ataques violentos no Mangrove, levando Crichlow a problemas financeiros.
A vizinhança se mobiliza em apoio ao Mangrove e uma marcha é organizada para protestar contra a conduta policial. A polícia cerca os manifestantes e provoca violência. Vários manifestantes são imediatamente acusados de acusações menores, incluindo Frank Crichlow, a ativista britânica Barbara Beese, a líder dos Panteras Negras de Trinidad Altheia Jones-LeCointe, o ativista de Trinidad Darcus Howe, Rhodan Gordon, Anthony Carlisle Innis, Rothwell Kentish, Rupert Boyce e Godfrey Millett. Um ano depois, esses manifestantes – os Mangrove Nine – são acusados de crimes graves de motim e tumulto.
Em seu julgamento de 1970, os Mangrove Nine fazem da raça um problema, pedindo um júri totalmente negro. O juiz presidente, o juiz Edward Clarke, recusa o pedido e recusa-se a justificar. Os réus usam seu direito de desafiar membros do júri brancos várias vezes, e os promotores desafiam membros do júri Negros. À medida que as testemunhas dão o seu depoimento, o juiz Clarke dá claramente um tratamento preferencial à acusação. Jones-LeCointe e Howe, representando-se, apontam invenções no testemunho de Pulley e falhas no testemunho do Médico legista. Pulley tenta dar respostas ao policial Royce enquanto ele está no depoimento, resultando na expulsão de Pulley do tribunal até que seus colegas policiais tenham dado seu testemunho. Barbara Beese então interrompe a introdução reluzente de um policial testemunha cantando “o policial não tem nada a ver com o caso” e logo se junta aos outros réus e observadores. O juiz Clarke repreende os réus e observadores por interromperem o processo e lança um adiamento para que as emoções possam se acalmar. Crichlow e Howe são aproximadamente arrastados para fora da caixa do tribunal por oficiais do tribunal e jogados em celas solitárias do porão por interrupção. Após o recuo dos advogados de Defesa Ian Macdonald e Mr.Croft, O Juiz Clarke substitui todos os oficiais do Tribunal.
Crichlow é aconselhado por seu advogado, o Sr. Croft, a se declarar culpado e abandonar seus colegas réus com suas próprias sentenças. Crichlow se declara inocente após objeções de Jones-LeCointe e revela que está grávida. O júri absolve Crichlow, Howe e três outros réus. O juiz, comentando que havia indícios de racismo de ambos os lados, dá sentenças brandas aos quatro condenados.

## Elenco
- Letitia Wright como Altheia Jones-LeCointe
- Malachi Kirby como Darcus Howe
- Shaun Parkes como Frank Crichlow
- Rochenda Sandall como Barbara Beese
- Nathaniel Martello-White como Rhodan Gordon
- Darren Braithwaite como Anthony Carlisle Innis
- Richie Campbell como Rothwell Kentish
- Duane Facey-Pearson como Rupert Boyce
- Jumayn Hunter como Godfrey Millett
- Jack Lowden como Ian Macdonald
- Sam Spruell como Policial Frank Pulley
- Alex Jennings como Juiz Edward Clarke
- Samuel West como Sr. Hill, advogado de acusação
- Gershwyn Eustache Jr. como Eddie LeCointe
- Gary Beadle como Dolston Isaacs
- Richard Cordery como Sr. Croft
- Derek Griffiths como C. L. R. James
- Jodhi May como Selma James
- Llewella Gideon como Tia Betty
- Thomas Coombes como Policial Royce
- Joseph Quinn como Policial Dixon
- Tahj Miles como Kendrick Manning
- Michelle Greenidge como Sra. Manning
- Joe Tucker como Oficial de Justiça
- James Hillier como o Inspetor-Chefe da polícia
- Stephen O'Neill como o Magistrado
- Ben Caplan como Sr. Stedman
- Stefan Kalipha como o jogador de cartas
- Jay Simpson como o Oficial de Serviço
- Doreen Ingleton como Sra. Tetley
- Akbar Kurtha como Dr. Chadee
- Shem Hamilton como Benson
- Tayo Jarrett como Linton
- Tyrone Huggins como Granville

### Escolha do elenco
Shaun Parkes foi escalado como Frank Crichlow, dono do restaurante Mangrove, e Malachi Kirby foi escalado como Darcus Howe, um ativista e membro do Mangrove Nine, após as audições. Wright foi escalado como Altheia Jones-LeCointe, uma líder dos British Black Panthers e um dos Mangrove Nine, após uma reunião com McQueen e o diretor de elenco Gary Davy. Wright desconhecia o Mangrove Nine antes de ser abordado para o filme, dizendo em uma entrevista ao The New York Times que “não está nos livros didáticos da escola. O reduto do Mês da História Negra [outubro] no Reino Unido é a história estadunidense... Você tem principalmente — e eu os honro e respeito sempre — Martin Luther King e Malcolm X nos cartazes, mas você não tem os Altheias.”

## Produção
Steve McQueen começou a desenvolver a série antológica Small Axe no início de 2010 e, embora tenha sido inicialmente concebida como uma história serializada, ele decidiu buscar uma antologia de filmes distintos. Mangrove é o filme mais longo da série e foi lançado como o primeiro da antologia. A integrante do elenco Letitia Wright lembrou que McQueen disse que escolheu contar essa história porque “A janela para as histórias de nossos anciãos ser contada está se fechando. Não podemos permitir que eles morram e se tornem nossos ancestrais sem que eles vejam a si mesmos, sua cultura e tudo o que eles contribuíram para o país representado na tela.”

## Lançamento
O filme foi selecionado para o Festival de Cannes de 2020 ao lado de Lovers Rock, mas o Festival foi cancelado devido à pandemia de COVID-19. O filme estreou posteriormente no Festival de Cinema de Nova Iorque de 2020, que foi realizado virtualmente, ao lado de Lovers Rock e Red, White and Blue. Foi o filme de abertura do 64º Festival de Cinema de Londres em 7 de outubro de 2020. Estreou na BBC One e ficou disponível para streaming no BBC iPlayer no Reino Unido em 15 de novembro de 2020, e ficou disponível para streaming no Prime Video nos Estados Unidos em 20 de novembro.

## Recepção da critica
O agregador de críticas Metacritic atribuiu ao filme uma pontuação média ponderada de 90 em 100, com base em 24 críticos, indicando “aclamação universal”. No Rotten Tomatoes, o filme tem um índice de aprovação de 98% com base em 104 avaliações, com uma classificação média de 9,03/10. O consenso dos críticos do site diz: “ancorado por performances fortes e um senso de convicção ainda mais forte, Mangrove é uma poderosa acusação de racismo institucional”.
K. Austin Collins, da Rolling Stone, elogiou a descrição do filme da vida comunitária no restaurante Mangrove, escrevendo que “o poder de Mangrove está precisamente nos detalhes que nos dão essa impressão, muitas vezes sem que percebamos. Há algo de furtivo em sua consciência, na maneira como acumula migalhas de percepção e observação e as distribui ao longo da narrativa sem que percebamos. Você sai do filme com uma sensação enriquecida e quase sentida do Mangrove como um lugar, não apenas como um símbolo.”
Peter Bradshaw, do The Guardian, fez uma avaliação positiva dos elementos dramáticos do filme, escrevendo que “Mangrove é perspicaz e genuinamente apaixonado por performances que vão direto do coração. Você está mergulhado de volta em uma situação onde questões realmente perigosas estão realmente em jogo, e onde a qualquer momento Crichlow pode ser tentado a trair seus co-réus assumindo uma confissão de culpa”. Bradshaw e vários outros críticos compararam o filme favoravelmente a outro filme dramático de tribunal de 2020, Os 7 de Chicago.
Paul Gilroy, um escritor e historiador negro britânico, elogiou a série Small Axe em uma entrevista ao The Guardian, dizendo: “O que é empolgante nos filmes de Steve, o Mangrove em particular, é que eles são uma tentativa de oferecer uma transfusão histórica que, na condição atual, pode dar aos espectadores mais jovens e aos telespectadores tradicionais um sentido alternativo do que a história deste país pode ter sido nos últimos 50 anos.”
O filme apareceu nas listas dos dez melhores filmes de 2020 de vários críticos.